# Cora Baltussen
Cornelia Wilhelmina Maria (Cora) Baltussen (Driel, 19 januari 1912 – Heelsum, 18 november 2005) was een Nederlandse verpleegster. 
Tijdens de Slag om Arnhem ontmoette ze op 21 september 1944 in Driel als eerste Nederlandse de parachutisten van de Poolse 1e Onafhankelijke Parachutistenbrigade, die geleid werd door de Poolse generaal Stanislaw Sosabowski. Als medewerkster van het Rode Kruis verzorgde ze de gewonden.
Ze stond mede aan de wieg van de Stichting Driel-Polen die in 1945 werd opgericht. Dankzij Baltussen werd in 1949 het dorpsplein van Driel omgedoopt in Sosabowskiplein. Ze was ook een van de initiatiefneemsters voor het monument Surge Polonia. Baltussen bleef haar hele leven contact houden met de Poolse bevrijders en ijverde vanaf 1961 voor het alsnog aan hen toekennen van militaire onderscheidingen. Ze kwam op 14 september 2004 aan het woord in een uitzending van het televisieprogramma Netwerk over Sosabowski. In hetzelfde programma brak ook Prins Bernhard een lans voor het eerherstel van de Polen.
Cora Baltussen overleed een jaar later en werd op 25 november 2005 begraven op het kerkhof van de Maria Geboortekerk te Driel.
Twee weken na haar dood besloot de Nederlandse regering de Poolse parachutisten alsnog te onderscheiden met de Militaire Willems-Orde, waarvan de versierselen op 31 mei 2006 door koningin Beatrix werden uitgereikt. De plechtigheid werd rechtstreeks uitgezonden op de Nederlandse televisie.
Het Overbetuwse deel van de N837, de weg van Schuytgraaf naar Heteren, is vernoemd naar Baltussen: de Cora Baltussenallee.
Arnoldus Johannes Antonius Baltussen was haar broer.